# Giuseppe Domenico Botto
Giuseppe Domenico Botto (* 4. April 1791 in Moneglia; † 20. März 1865 in Turin) war ein italienischer Physiker.
Er besuchte die Universität Genua und Pariser École polytechnique und wurde auf den Lehrstuhl für Allgemeine und Experimentalphysik der Universität Turin berufen.
1830 beschrieb er einen Elektromotor, an dem er arbeitete und sandte 1836 das Memorandum Machine Loco-motive mise en mouvement par l’électro-magnétisme an die Akademie in Turin.

## Veröffentlichungen
- Observations microscopiques sur les mouvements des globules végétaux suspendus dans un menstrue; 1842
- Catechismo agrologico ossia principii di scienza applicata all’agricoltura; 1846
- Elementi di fisica generale e sperimentale ad uso delle regie scuole di filosofia; 1850